# 岡田潔
岡田 潔（おかだ きよし）は、日本の教育学者。専門は、国語教育。広島県出身。

## 経歴
- 1953年 - 広島大学附属福山高校 卒業
- 1959年 - 早稲田大学教育学部国語国文学科 卒業
- 1959年 - 1989年 - 女子聖学院中高等学校 教諭(72-89、教頭)
- 1989年 - 1992年 - 女子聖学院短期大学 講師
- 1992年 - 1998年 - 女子聖学院短期大学 助教授
- 1992年 - 1995年 - 聖学院アトウンタ国際学校 校長
- 1995年 - 2000年 - 聖学院大学人文学部 助教授
- 2000年 - 聖学院大学人文学部 教授

## 委員等
- 全国大学国語国文学会「文学語学」編集委員

## 所属学会
- 中古文学会
- 全国大学国語国文学会
- 和漢比較文学会